# You Higuri
You Higuri (jap. 氷栗 優, Higuri Yū; * 16. Oktober in der Präfektur Osaka) ist eine japanische Manga-Zeichnerin. Die männlichen Charaktere in ihren Comics sind fast immer Bishōnen. Außerdem haben ihre Werke oft Shounen-Ai-Andeutungen. Nur selten stellt Higuri erotische Handlungs-Elemente explizit dar, so zum Beispiel in der Serie Ludwig II.

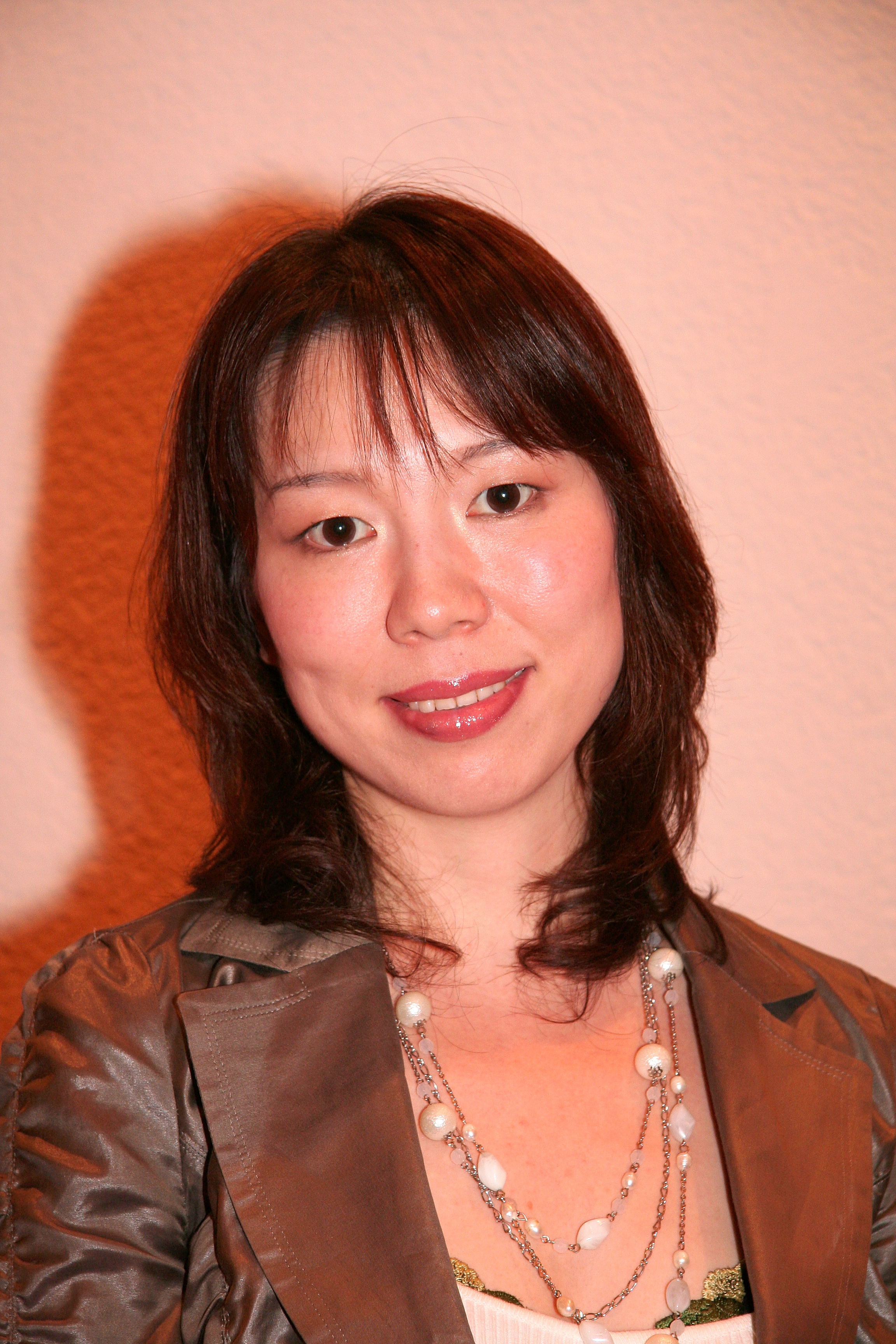
You Higuri

Ihren Durchbruch als professionelle Mangaka erlebte die Zeichnerin 1994 mit Seimaden, das auch auf dem deutschen Markt ein Erfolg wurde. Auf Deutsch erschienen ebenso Ludwig II, Zeus, Gorgeous Carat, Cantarella, L’Alleluja des Anges, Gakuen Heaven und im Laufe des Jahres 2006 bzw. 2007 noch Gorgeous Carat Galaxy, Lost Angel und Tenshi no Hitsugi.
Sie lebt heute in Takarazuka und zeichnet in ihrer Freizeit auch Doujinshi.

## Werke
- Azel Seimaden (1994)
- Shinkyoku (1994)
- Sento no Hishin (1994)
- Seimaden (1994–1998)
- Lost Angel (1996)
- Ludwig II (1996–1998) über Ludwig II. von Bayern
- Zoku-Cutlass (1997–1998)
- Zeus (1997–1998)
- Ramen Ikaga (1997)
- Kamen no Romanesque (1998)
- Gorgeous Carat (1999–2002)
- Cutlass – Shounen-tachi no Toki (2000)
- Tenshi no Hitsugi - Ave Maria (2000) aka Grab der Engel
- Tenshi no Bara no Hanataba wo aka L’Alleluja des Anges(2000–2001)
- Poison (Artbook) (2000)
- Flower (2001)
- Cantarella (2001–2011)
- My Little Lover (2002)
- Gakuen Heaven (2004)
- Gorgeous Carat Galaxy (2004)
- Taishô Mugen Kaitan (2005)
- Crown (2005–2006)
- Night Head Genesis (2006)